# Asplenium christii
Asplenium christii är en svartbräkenväxtart som beskrevs av Georg Hans Emmo Wolfgang Hieronymus. Asplenium christii ingår i släktet Asplenium och familjen Aspleniaceae. Inga underarter finns listade.